# ベルモニー
株式会社ベルモニーは四国地方を中心に冠婚葬祭場を運営し、その付帯儀式・演出に関する事業を行う企業。当社を中核にウェルズベルモニーグループ（旧：ベルモニー平安閣グループ）を形成する。

## 事業概要
ウェルズベルモニーグループの中核企業で、香川県及び徳島県に関する直営事業を行っている。
かつては愛媛県及び高知県で同名のグループ会社（松山市）が同事業を行っていたが、2013年8月にグループを離脱している。これに伴い、グループ名も変更している。
登記上の本店はベルモニー会館 勅使の位置にあるが、本社機能は同じ勅使町内の別場所にある。
旧グループ名の「平安閣」は現在のマリベールクラシック（1977年に開業した現存最古の施設でもある）の旧名称であり、グループ名の変更により「平安閣」の名は完全に消えた。

## 沿革
- 1972年（昭和47年）12月 - 高松冠婚葬祭互助会として事業開始。
- 2008年（平成20年）3月23日 - 愛媛銀行が5年間1億円の私募債を引き受け[3]。
- 2009年（平成21年）8月31日 - 香川銀行が5年間2億円の私募債を引き受け[4]。

## 営業拠点

### 葬祭会館「ベルモニー会館」
- ベルモニー葬祭 高松：勅使・多肥・屋島・東山崎・香西・木太・三条・円座・寺井・川東・三木・福岡・国分寺・志度
- ベルモニー葬祭 西讃：土器・郡家・坂出・福江・善通寺・善通寺東・多度津・観音寺・まんのう
- ベルモニー葬祭 徳島：国府・末広・応神・藍住・鴨島

### 結婚式場
- マリベールクラシック（高松市）
- ザ・ガーデンダイニング 弓絃葉（高松市）
- アイル バレ クラブ（高松市）
- シェル エ メール&アイ スタイル（綾歌郡宇多津町）
- リヴァージュテラス ブランアンジュ（徳島市）

### 衣装店
- Dress Index BRILLIA（高松市）

## グループ会社
- 株式会社総合結婚式場平安閣
- ベルライン株式会社
- 株式会社ベルモニー葬祭